# 암살 음모
암살 음모(The Domino Principle)는 미국에서 제작된 스탠리 크레이머 감독의 1977년 스릴러, 드라마 영화이다. 진 핵크만 등이 주연으로 출연하였고 스탠리 크레이머 등이 제작에 참여하였다.

## 출연

### 주연
- 진 핵크만
- 캔디스 버겐
- 리차드 위드마크
- 미키 루니

### 조연
- 에드워드 알버트
- 엘리 웰라치
- 켄 스워포드
- 네바 패터슨
- 제이 노벨로
- 조셉 V. 페리
- 테드 게링
- 클레어 브레넌
- 조지 피셔
- 밥 헤론
- 덴버 맷슨
- 제임스 W. 개빈
- 마젤 바렛
- 파네시오 드 베르날
- 찰스 호바스

## 제작진
- 원작자: 아담 케네디
- 협력프로듀서: 테리 모스 주니어
- 미술: 윌리암 J. 크레버
- 의상: 리타 릭스
- 배역: 잭 바얼